# In It for the Money
In It for the Money es el segundo álbum de estudio grabado por la banda británica Supergrass. Lanzado en 1997, fue definido por la revista NME como "más divertido que observar a un wombat en una lavadora" y la incluyó en su lista de los 10 mejores álbumes del año. Por su parte, los lectores de la publicación especializada Q lo situaron como el 68 mejor álbum de todos los tiempos. En el año 2000, la misma revista colocó al disco en el número 57 de su lista de los 100 mejores álbumes británicos de todos los tiempos.
En Estados Unidos se editó una versión especial del álbum que contenía varias rarezas.
In it for the Money fue incluido en el libro 1001 Albums You Must Hear Before You Die (1001 discos que debes escuchar antes de morir).

## Lista de canciones
1. "In It for the Money" – 3:05
2. "Richard III" – 3:13
3. "Tonight" – 3:09
4. "Late in the Day" – 4:43
5. "G-Song" – 3:27
6. "Sun Hits the Sky" – 4:55
7. "Going Out" – 4:16
8. "It's Not Me" – 2:56
9. "Cheapskate" – 2:43
10. "You Can See Me" – 3:40
11. "Hollow Little Reign" – 4:08
12. "Sometimes I Make You Sad" – 2:48

### Special Edition bonus disc
1. "Caught By The Fuzz (acústica))" – 3:06
2. "Sitting Up Straight" – 2:22
3. "Melanie Davis" – 2:46
4. "Odd" – 4:14
5. "Wait For The Sun" – 4:11
6. "Nothing More's Gonna Get In My Way" – 4:05
7. "Sex!" – 2:38
8. "20ft Halo" – 3:21
9. "Je Suis Votre Papa Sucre" – 1:45